# Локалита Казенове (Перуђа)
Локалита Казенове је насеље у Италији у округу Перуђа, региону Умбрија.
Према процени из 2011. у насељу је живело 12 становника. Насеље се налази на надморској висини од 520 м.